# 아돌프 주커
아돌프 주커(Adolph Zukor, 1873년 1월 7일 ~ 1976년 6월 10일)는 미국의 영화 개척 거물이자 파라마운트 픽처스의 창립자였다.
주커는 1920년대 후반부터 1960년대를 통하여 할리우드를 운영한 강력한 스튜디오 시스템의 개발에서 주요 인물이었다.
그는 "미국에서 장편 영화의 아버지"로 알려졌다. 오락장의 운영으로부터 파라마운트 픽처스 코퍼레이션을 창조하는 것으로 주커는 영화 산업의 모든 국면의 개발에 손을 가졌다. 매우 첫 스튜디오 부호들 중의 하나였던 주커는 영화 비지니스의 3요소 - 제작, 분배와 출품이 각각 재정적으로 의지하였고, 기회 합병들에 의하여 증가될 수 있다는 것을 깨달았다.
주커는 자신의 100세 생일까지 파라마운트에서 매일 일하였고, 103세의 나이에 자신의 사망까지 명예 회장의 타이틀을 보유하였다.
1948년 주커는 영화 산업으로 자신의 선구자 공헌으로 아카데미 공로상을 수상하였다.

## 초기 세월
헝가리의 시골 마을 리체에서 유대인 가족에게 태어났다. 주커는 자신이 1세, 그리고 자신의 형이 3세 때 사망한 자신의 부친을 기억하지 않았다. 그들의 모친은 랍비의 딸이었다. 그녀는 재혼하였으나 주커가 8세 때 사망하였다.
두 형제는 삼촌과 살러 갔다. 아돌프가 자신의 선례를 따르는 데 랍비인 자신들의 삼촌 칼만 리버만과 사는 데 그들은 보내졌다. "난 나의 삼촌을 설득하는 시간의 악마를 가졌다 ... 신학적 부름을 위하여 난 잘리지 않은 것" 이라고 후에 주커는 상기하였다. 그의 형 아서는 랍비가 되었다.
주커는 예외가 아닌 학생이었다. 12세의 나이에 그는 자신이 청소하고, 심부름을 하고 집안일을 한 것으로 상점 주인에게 염려하였다. 그는 한주에 2번씩 야간 학교에 참석하였다. 주커는 자신의 일을 위하여 아무 돈을 받지 않았으나 고아원 기금으로부터 옷과 구두를 받았다. 이민자에 의하여 보내진 편지들로부터 미국에 관하여 들은 주커는 자신이 거기에 여행을 떠나는 것을 원한 결정을 하였다. 1888년 그는 미국으로 여행을 떠나는 데 돈을 위하여 고아원 기금에 의문하였다. 그는 증기선과 40 달러를 위하여 충분히 받았다.
1889년 16세의 나이에 그는 미국으로 이민을 떠났다. 뉴욕에서 주커는 한주에 4 달러를 위하여 모피 가게에서 견습생으로 일하였다. 주커는 거기서 2년을 머물렀다. 계약 근로자가 되는 데 자신이 떠났을 때 직접 모피의 조각을 바느질하고 그것들을 팔은 그는 19세의 성취된 디자이너였다. 그러나 그는 젊고 모험적이었으며 크리스토퍼 콜럼버스의 아메리카 발견을 기념하는 1892년 시카고에서 열린 컬럼비아 박람회는 그를 중서부로 끌어냈다. 거기서 한번 그는 모피 비지니스를 시작하였다. 운영의 2번째 시즌에서 주커의 "노블티 모피 회사"는 25명의 남성들로 확장하여 지점을 개장하였다. 그 세월에 그는 몇천 달러를 저축하였다. 21세의 나이에 방문을 위하여 헝가리로 돌아왔다.
그는 1897년 또한 헝가리 이민자였던 로티 카우프만과 결혼하여 2명의 자식 - 밀드레드와 유진을 두었다.

## 연예계의 거물
그의 부인의 삼촌 모리스 콘과 함께 비지니스 파트너로서 그들은 1900년 뉴욕으로 자신들의 회사를 옮겼다. 그들은 관음증 기계, 슈팅 갤러리, 펀치백, 고정식 자전거와 캔디는 물론 축음기와 단편 영화의 특색을 이룬 오락장을 운영하는 데 연루되었다. 그는 모피를 위한 특허권을 발명한 것으로부터 자신이 만든 돈과 함께 자신의 영화 제국의 핵심인 자신의 오락장 비지니스를 건설하였다.
비지니스는 매우 잘 되었으며 하루에 500 달러에서 700 달러에 가져왔다. 주커는 모피 비지니스에서 나와 오락장으로 자신의 시간 전부를 바치는 데 결정하였다. 그는 또한 5 센트 짜리의 극장 "헤일스 투어스 어브 캔자스시티"에 투자하기도 하였다. 시초적으로 이이디어는 극단적으로 인기있었으나 신기로움이 점차 사라져 주커는 모험적 사업에 돈을 잃었다. 그러나 손실은 약간의 좌절일 뿐이었고 그는 지속적으로 동료 모피 상인 마커스 로우와 5 센트 짜리 극장들을 개장하였다.
그는 자신의 사촌 맥스 골드스타인이 융자를 위하여 자신에게 접근하였을 때 1903년 영화 산업에 연루되었다. 미첼 마크는 에디소니아 홀과 함께 뉴욕주 버펄로에서 시작된 극장들의 그의 체인을 확장시키는 순서에 투자가들을 필요했다. 오락장은 토머스 에디슨의 발명품 - 축음기, 전등과 영화를 나타낼 작정이었다. 주커는 골드스타인에게 돈을 준 것 뿐만 아니라 다른 것을 개장하는 데 파트너십 형성에 강조하였다. 모험적 사업에서 다른 파트너는 마커스 로우였다.

### 로우스 엔터프라이즈
로우와 주커의 회사 로우스 엔터프라이즈는 영화 출품 홀로서 지내는 데 평범한 가게들을 개조하였다. 임시 변통의 극장들은 관객들을 끌어들였으나 주커는 영화들로 전시권을 얻는 것에 셀 수 없는 도전들을 향하였다. 그의 좌절은 그가 직접 영화들을 제작할 것인 단일 결론으로 이끌었다.
그의 야망들로 인식된 장애물은 영화들이이 매우 짧아 보통 12 분보다 더 이상이 아니었던 사실이었다. 산업에서 다른이들은 미국의 관객들이 더 이상 아무것도 보는 것을 원치 않을 것이라고 느꼈다. 주커는 만약 좋은 이야기를 가졌다면 관객들이 1 시간 혹은 이상 동안 영화를 통하여 앉을 것이라고 느꼈다. 주커는 삼권 유럽의 종교적 영화 〈수난극〉으로 권리들을 사면서 자신의 이론을 시험하였다. 주커는 자신의 자서전에 관객들의 반응을 다음과 같이 묘사하였다.
"장명은 내가 여태까지 목격한 가장 주목할 만한 것 중의 하나였다. 많은 여성들은 종교적 두려움과 함께 영화를 간주하였다. 어떤이들은 그들의 무릎으로 떨어졌다. 난 장면의 도덕적 잠재력에 부딪쳤다."
영화는 좋은 연속을 가졌고, 미국인들이 더욱 긴 영화들을 통하여 앉을 것이라고 주커에게 증명하였다.
곧 후에 주커는 〈엘리자베스〉에서 유명한 프랑스의 유명한 여배우 사라 베르나르의 성공적 역할에 그녀가 출연한 4권 영화를 만들기를 원했던 프랑스의 프로듀서 루이 메르캉통에 관하여 배웠다. 메르캉통의 프로젝트는 기금의 부족으로 연기되어 왔다. 주커는 영화로 북아메리카의 권리들을 안정시키는 데 메르캉통에게 4만 달러를 제출하였다. 그것은 이 길이의 영화를 통하여 미국의 관객들을 앉은 그의 이론의 첫 시험이었다.
1912년 7월 12일 영화는 뉴욕의 사회 엘리트들이 라이쿰 극장에서 특별 개봉에 참석했을 때 영화는 개봉하여 자신들의 투자가 지불되었다.

### 페이머스 플레이어스
영화의 순회 방영으로부터 상당한 이익이 스크린 숏을 재생하는 1912년 자신들 소유의 제작사 "페이머스 플레이어스 필름 컴퍼니"를 발포하는 데 파트너들에게 도움을 주었다. 이어진 해에 주커는 권력적인 뉴욕의 극장 감독 프로먼 형제들의 재정적 후원을 얻었다. 주요 목표는 스크린으로 유명한 무대 배우들을 데려오는 것이었다.
주커는 또한 돈이 아닌 자신의 경험, 재능과 명성을 공급하는 데 동의한 스크린 감독 에드윈 S. 포터와 파트너십을 형성하였다. 그와 함께 그들의 맨해튼 스튜디오 페이머스 플레이어스 필름 컴퍼니는 1913년 성공적으로 개장한 자신들의 첫 장편 영화 제임스 K. 해킷 주연의 〈젠다의 죄수〉를 만들었다. 이것은 그해 유명한 극작가 유진 오닐의 부친 제임스 오닐 주연의 〈몬테크리스토 백작〉과 미니 매던 피스키 주연의 〈더버빌가의 테스〉에 의하여 이어졌다.
그들의 영화들의 초기 스타들은 무대로부터 끌어내졌으나 주커는 자신 소유의 스타들을 창조하는 데 자신이 해야 할 것을 깨달았다.
주커의 날카로운 결정들 중의 하나는 다가오는 보드빌 여배우 메리 픽퍼드에게 계약을 제공하는 것이었다. 그녀의 인기와 그의 비지니스 통찰력의 배합은 그들의 집합적인 영향력을 증가시켰다. 그녀는 곧 다음과 같은 〈주교의 마차에서〉 (1913)와 〈방황하는 마음〉 (1914) 같은 코미디 드라마에 헌신하여 출연하였다. 4대륙에 보인 영화 1914년 〈폭풍 나라의 테사〉에 그녀의 출연은 그녀를 국제적 인정으로 데려왔다.

## 영화 배급업 시스템
W. W. 호드킨슨은 다수의 영화 프로듀서들을 위한 영화 배급업자로서 활동하는 데 1914년 파라마운트 픽처스 코퍼레이션을 설립하였다. 파라마운트는 배급을 위하여 영화의 꾸준한 흐름을 위한 교환에서 프로먼과 주커 제작 자금 조달을 진행하였다. 페이머스 플레이어스는 또다른 주요 프로듀서 제시 L. 래스키의 피처 플레이 컴퍼니와 더불어 파라마운트의 관활권으로 떨어졌다. 1916년 주커를 회장, 래스키를 부회장, 새뮤얼 골드윈을 의장, 그리고 세실 B. 드밀을 총재로 함께 페이머스 플레이어스는 페이머스 플레이어스 - 래스키 코퍼레이션이 되는 데 래스키의 비지니스와 합병하였다.
대부분의 극장 소유자들이 극장 체인들의 창조에 의하여 자신들의 소유권을 강화한 동안 비지니스의 양쪽에서 주커는 소유를 지켰다. 그의 회사는 극장들에서 자신 소유의 영화들을 제공하는 데 그에게 권한을 부여한 체인들에 투자를 하였고 그는 자신의 이익들을 보호하는 데 파라마운트에서 주식을 매입하였다.
그가 홀로 할리우드에서 가장 큰 스타들을 제공했기 때문에 주커는 "예약 차단"에 의하여 극장 소유자들을 개척하였다. 만약 극장 소유자들이 픽퍼드의 영화들을 보이는 것을 원하였다면 그녀 혹은 그가 덜 알려진 다가오는 페이머스 플레이어스 - 래스키의 스타들과 함께 영화들을 가져가야 했다. 차례로 페이머스 플레이어스 - 래스키는 새로운 스타들을 시험하고 개발하는 데 이 예약 보장들을 이용하였다.
극장 소유자들은 결국적으로 인기를 얻고 자신들 소유의 협동 예약을 형성하였다. 주커의 응답은 극장들을 매입하는 것이었다. 그는 자신이 월스트리트의 은행원들에 접근하는 데 첫 영화 회사가 되는 데 인계의 큰 세트 같은 것에 자금을 조달하지 못하였다. 페이머스 플레이어스 - 래스키는 월스트리트의 쿤, 롭 앤드 코어를 통하여 1천만 달러를 빌려 뉴욕 증권거래소에 명단에 들어온 첫 영화 회사가 되었다.

## 파라마운트 픽처스
주커는 이윤의 합병들로부터 운동량을 잡고 더욱 강한 실체를 형성하는 데 페이머스 플레이어스 - 래스키가 파라마운트에 가입한 것을 파라마운트의 회의에 제출하였다. 그의 아이디어는 각각의 청각에 떨어졌고 그는 현재 페이머스 플레이어스 - 래스키의 자회사였던 괴상 집적의 회장이 되었다.
1921년의 연중 순에 그는 300개의 극장들을 소유하였다. 4년 후에 그는 미국에서 가장 혁신적인 극장 체인 밸러반 앤드 캐츠와 함께 자신의 극장들을 병합하였다. 1927년 그들은 이름 페이머스 플레이어스 - 래스키를 내렸고, 그때까지 그의 영화배급 지부의 이름으로 지내온 파라마운트 기업으로 이름을 다시 지었다. 극장들은 파라마운트 - 퍼블릭스 극장 체인으로 불렸다.
1928년 첫 모든 대화의 영화가 개봉되었다. 파라마운트는 그 어떤 영화들을 위하여 포토폰으로 불린 사운드 시스템을 이용하기 시작하였다. 사운드 시스템을 취득하고 설치하는 데 영화 극장들을 위하여 오랜 시간이 걸린 이래 파라마운트는 후에 가끔 발성 영화로 만들어진 무성 영화들을 지속적으로 만들었다.
1931년까지 파라마운트의 퍼블릭스 극장 순회는 세계에서 가장 큰 것이 되어 그 가장 가까운 경쟁자들의 크기의 두배였다. 파라마운트 픽처스는 〈포장마차〉, 〈십계〉, 〈보게스티〉와 〈날개〉를 포함한 무성 영화 시대의 많은 가장 인기있는 영화들을 제작하였다. 주커의 스타 시스템은 마를레네 디트리히, 메이 웨스트, 게리 쿠퍼, 클로데트 콜베르, 마르크스 형제, 도로시 라무어, 캐롤 롬바드와 빙 크로스비 같이 발성 영화 시대를 위하여 지속적으로 스타들을 야기하였다.
주커는 영화 산업 실행에서 또다른 주요 책임을 조정하였다. 그것은 할리우드의 회사들이 단순히 영화 스타와 스튜디오들을 통제한 것으로 충분하지 않았다. 그들의 장기적인 경제 안보는 국내와 국제 영화 배급을 위한 네트워크들의 건설과 유지에 의지하였다. 장편 영화가 만들어진 한번 그 비용의 다수가 축적되었다. 그것은 그러고나서 세계를 통하여 시장으로 비교적 적은 비용이 들었다. 만약 어쨌든 프로듀서가 더욱 더 거대한 세계 시장들로 영토를 확장시킬 수 있었다면 추가적 세입들이 아무 추가 비용을 압도하였다.
1914년 W. W. 호드킨슨은 파라마운트의 영화 배급 네트워크를 창조하는 데 11개의 지방적 영화 배급사를 합병하였다. 호드킨슨이 주커에게 팔았을 때 그는 빠르게 다른 국가의 영화 배급사들을 차지하여 곧 미국을 통하여 영화 배급을 위한 시장에 발전을 전해하였다. 제1차 세계 대전은 라이벌 유럽의 영화 제작가들의 배급 권력들을 축소하였다.

### 하버드의 인정
1927년의 봄 2번째 해의 하버드 경영대학원 학생들이 주커, 마커스 로우, 세실 B. 드밀, 윌리엄 폭스, 해리 워너와 파라마운트, 폭스와 메트로 골드윈 메이어 같은 영화 스튜디오들의 다른 권력적인 우두 머리들이 나온 일련의 강의에 참석하는 데 요구되었다. 스튜디오의 수장들은 25 센트의 영화 쇼에 수백만 달러를 만든 이민자, 근로자 계급 뿌리들에서 온 남성들이었고 조지프 케네디에 의하여 중개된 하버드는 그 종류의 첫 대학 후원 이벤트였던 일련의 강의를 시작하였다.

## 최종의 세월
대공황이 일어난 동안 회사는 어려운 시간들에 떨어져 많은 실패한 시도들이 주커를 없애는 데 만들어졌다. 파라마운트 - 퍼블릭스는 1933년 파산하였고 파라마운트 픽처스 잉코어로 재결성되었다. 그는 그러고나서 재결성의 일부로서 나가는 데 강요되었으나 1936년 바니 밸러번이 파라마운트의 회장이 된 후에 이사회의 회장으로 임명되었다. 그들은 크게 예산된 〈로마 제국의 멸망〉의 실패 후 1964년 밸러번이 파라마운트에서 나가는 데 강요될 때까지 그들은 함께 28년을 지냈다.
주커는 1959년 파라마운트 픽처스로부터 퇴직을 하였고, 로스앤젤레스에서 103세의 나이에 1976년 6월 10일 사망할 때까지 명예 회장 직을 취하였다.
그는 뉴욕주 웨스트민스터군 헤이스팅스온허드슨에 있는 템플 이스라엘 묘지에 안장되었다.

## 유산
아마 미국의 대중매체 축적에서 아무 무기도 마지막으로 할리우드 영화를 증명하지 않았다. 연예계의 저등급 형성으로서 시작되어 얼마간 19세기의 전향에 반박할 수 없는 모험이 미국의 문화 경력의 가장 권력적인 국제적 수단이 되었다. 주커는 미국의 가장 지속적인 문화적 유산들의 하나를 창조에서 개척자였다.
1926년 유명한 극장 건축 회사 랩 앤드 랩은 1억 3천 5백만 달러의 비용에 파라마운트 픽처스를 위한 사무실, 파라마운트 극장을 위한 본거지와 파라마운트 코퍼레이션을 위한 광고로서 초고층 건물을 디자인하였다. 파라마운트 빌딩은 1982년 뉴욕 경계표 보존 위원회에 의하여 경계표를 지정하였고 그 인테리어는 1987년 따로 지정되었다.